# Индустријска зона I (Палермо)
Индустријска зона I је насеље у Италији у округу Палермо, региону Сицилија.
Према процени из 2011. у насељу је живело 4 становника. Насеље се налази на надморској висини од 132 м.